# Ichthyophis bombayensis
Espèce
Synonymes
- Ichthyophis malabarensis Taylor, 1960
- Ichthyophis peninsularis Taylor, 1960
- Ichthyophis subterrestris Taylor, 1960

Statut de conservation UICN

 LC  : Préoccupation mineure
Ichthyophis bombayensis est une espèce de gymnophiones de la famille des Ichthyophiidae.

## Répartition
Cette espèce est endémique d'Inde. Elle se rencontre dans les Ghâts occidentaux du Gujarat au Kerala et dans les Ghâts orientaux en Andhra Pradesh.

## Étymologie
Son nom d'espèce, composé de bombay et du suffixe latin -ensis, « qui vit dans, qui habite », lui a été donné en référence au lieu de sa découverte.

## Publication originale
- Taylor, 1960 : On the caecilian species Ichthyophis glutinosus and Ichthyophis monochrous, with description of related species. University of Kansas Science Bulletin, vol. 40, no 4, p. 37-120 (texte intégral).